# Bigbee (cratera)
Bigbee é uma cratera marciana. Tem como característica 20.5 quilômetros de diâmetro. Deve o seu nome a Bigbee, uma localidade no estado americano Mississippi, nos Estados Unidos.